# Partido Comunista de Osetia del Sur
El Partido Comunista de Osetia del Sur (en osetio: Хуссар Ирыстоны Коммунистон парти, en georgiano: კომუნისტური პარტიის სამხრეთ ოსეთის, en ruso: Коммунистическая партия Южной Осетии) es un partido político comunista de Osetia del Sur, fundado en 1993. Según sus propias fuentes, contaba con 1.500 afiliados en 2004. El partido es partidario del reconocimiento de Osetia del Sur como un estado independiente.
Está dirigido por Stanislav Kochiev, quien también es el presidente y portavoz del Parlamento de Osetia del Sur. Yulia Tekhova es la secretaria adjunta del partido.
En las elecciones de marzo de 1994 obtuvo 19 escaños de un total de 36. En las elecciones presidenciales de noviembre-diciembre de 2001, Kochiev consiguió el 24% de los votos en la primera vuelta y el 40% en la segunda vuelta, quedando segundo, detrás de Eduard Kokoity. En las elecciones parlamentarias de mayo de 2004, los comunistas surosetios obtuvieron el 24,7% de los sufragios y 4 escaños.
De cara a las elecciones presidenciales de 2006, el Partido apoyó al aspirante a la reelección Eduard Kokoity. Sin embargo, el partido declaró que no apoyaba todas las políticas del gobierno.
El partido está afiliado a la Unión de Partidos Comunistas - Partido Comunista de la Unión Soviética, organización supranacional que agrupa a diversos partidos comunistas de las antiguas repúblicas de la URSS.